# مايكل شي (مؤلف)
مايكل شي (بالإنجليزية: Michael Shea)‏ (3 يوليو 1946، لوس أنجلوس في الولايات المتحدة - 16 فبراير 2014، سان فرانسيسكو في الولايات المتحدة)؛ كاتب وروائي أمريكي.